# Crockaertmolen
De Crockaertmolen of Nieuwenbouwmolen (Frans: Moulin Crockaert) is een watermolen in Ukkel in het Brussels Hoofdstedelijk Gewest.

## Geschiedenis
Een eerste watermolen werd voor 1476 aan de Linkebeek gebouwd als graanmolen in opdracht van de hertogen van Brabant. Kort na 1476 werd de molen ook ingericht als papiermolen. Een volgende vermelding van de bouw van een nieuwe molen op de huidige plaats dateert van 1563. In 1718 werd de molen nogmaals omgebouwd naar een graanmolen en kreeg toen zijn naam Niewenbouwmolen. Op het einde van de 18e eeuw werd de molen wederom omgebouwd naar papiermolen.
In 1841 werd de watermolen gekocht door Franciscus Crockaert die hem zijn huidige benaming gaf. De familie Crockaert bleef de watermolen als graanmolen gebruiken tot het begin van de 20e eeuw. In 1923 was de familie Laenen-Wauters eigenaar en nadien kwam de molen in handen van Jerôme Verstichel die de laatste actieve molenaar was. De molenaarsactiviteiten werden gestaakt in 1963 maar zijn zoon bleef de gebouwen en het mechanisme onderhouden en maalvaardig houden.
De molen (gevels, mechanisme en watergeul) werd beschermd als onroerend erfgoed op 8 augustus 1988. Sinds 1999 is de molen eigendom van Michel Lambot.